# Glaciar de Zemu
El Glaciar de Zemu es el glaciar más grande en el Himalaya oriental.
Se trata de un glaciar de 26 kilómetros (16 millas) de longitud y que se encuentra en la base del Kangchenjunga en el Himalaya de Sikkim, en la India. Se cree que podría ser una de las fuentes para el río Teesta.
A la cabeza del glaciar Zemu hay un espacio llamado la Boca de Zemu que conduce a un glaciar tributario del Glaciar Tongshyong en el lado este de Kangchenjunga.